# Пермский трамвай
Пермский трамвай — система трамвайного движения в Перми.
Движение открыто 7 ноября 1929 года. Маршрутная сеть состоит из 9 трамвайных маршрутов (3 временно не действуют). Протяжённость трамвайных путей — 110 км (2009). Доля трамвая в городских перевозках составляет 13,6 % (2022) или 29,9 млн пассажиров в год (2023).

## История
- 1908 — Пермское городское общественное управление направило в Пермскую городскую думу предложение о строительстве в Перми трамвайной системы.
- июнь 1911 — Пермская городская дума принимает положительное решение о строительстве трамвайной сети в Перми[3].
- 1916  — построено здание трамвайного депо (парка) в Разгуляе, дом управляющего, мост через реку Иву в Мотовилихе. Спроектированы трассы трамвайных путей и трамвайный мост через реку Ягошиху.

Первая мировая война, а затем Гражданская война вынудили отложить дальнейшее строительство и запуск трамвая более чем на 10 лет.
- 1927 — пленум Пермского горсовета принял решение о строительстве трамвая, начинаются подготовительные работы[5].
- лето 1929 — основные работы по укладке рельсов и оборудованию контактной сети[5].
- 7 ноября 1929 года — запущен первый трамвай в Перми, по маршруту Мотовилиха — Разгуляй — ул. Красноуфимская. Линия трамвая проходила из Мотовилихи через Разгуляй, где находился первый трампарк, по улице Ленина до перекрёстка с улицей Красноуфимской (ныне — улица Куйбышева). Протяжённость маршрута была 13,2 км; на линии курсировало 11 вагонов[5].

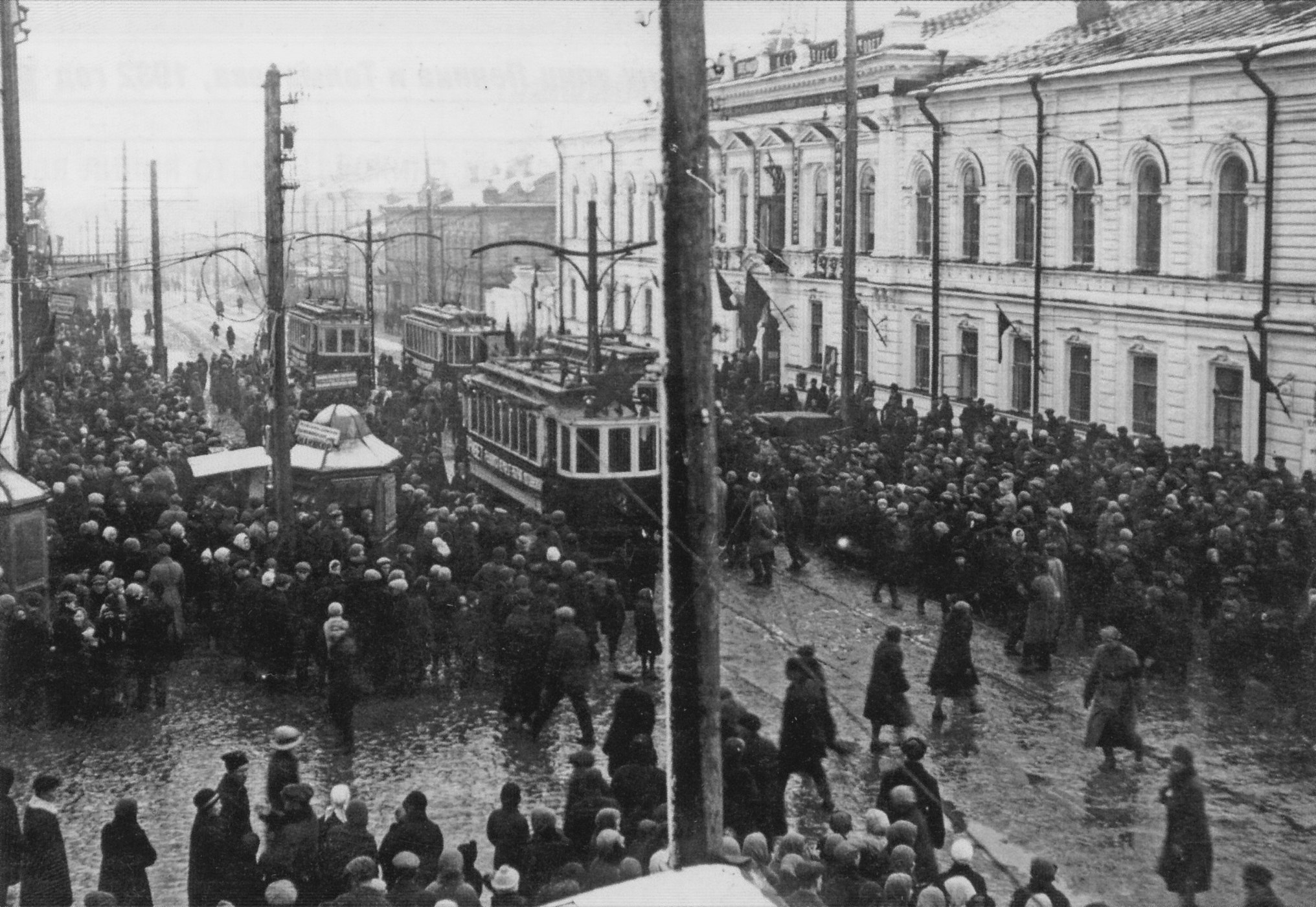
Митинг у здания окрисполкома в честь открытия трамвая в день 12-й годовщины Октябрьской революции (7 ноября 1929)

- 1930 — запущена вторая линия от Красного сада (ныне — Сад им. Горького) по улице Карла Маркса (ныне — Сибирская) до улицы Орджоникидзе (ныне — Монастырская)[6].
- 1931 — первая линия продлена от улицы Куйбышева до железнодорожной станции Пермь II. В этом же году территорию Мотовилихи выделяют в отдельный город Молотово и линия фактически становится междугородней.
- 1931—1932 — вторая линия продлена до строящегося Моторного завода с трамвайным кольцом на углу улиц Героев Хасана и Чкалова.
- 1937 — вторая линия продлена до железнодорожной станции Пермь I. Протяженность второй линии составила 9,6 км[5].
- 1937 — построено трамвайное кольцо на улице Горького[5].
- 1949 — построено депо «Красный Октябрь».
- 1957 — построено депо «Балатово», проложена линия в Осенцы.
- 1960-е — построены: линия по улице Крупской и бульвару Гагарина до улицы Ушинского, которая впоследствии была продлена до вагоноремонтного завода (ВРЗ); линия по мосту через Каму; продлена линия от Осенцов к новым химическим предприятиям.
- 1969 — трамвайная линия на участке от Перми II до ул. Куйбышева перенесена с улицы Ленина на параллельную улицу Коммунистическую (ныне — Петропавловская), по улице Ленина вскоре был пущен троллейбус № 7; линия по улице Карла Маркса (ныне — Сибирская) до Перми I была демонтирована и заменена троллейбусом № 3.
- 1970-е — в Пермь стали поступать новые КТМ-5 и к началу 1977 года они окончательно вытеснили старые КТМ/КТП-2[7], примерно тогда же был закрыт трамвайный парк в Разгуляе.

В 1970-е трамвайная сеть Перми достигла максимального размера. На 15 маршрутов выходили одинаковые бело-красные КТМ-5, в основном, сцепки. На пермском трамвае, также как и в Санкт-Петербурге, использовалась система маршрутных огней.
В перестроечное время были закрыты две окраинные линии: маршрут № 13 на правый берег Камы (1971—1987), работавший сезонно, и маршрут № 14 — «скоростной» трамвай в южную промзону (1976—1991), заменённый служебными автобусами. Линия в промзону была разобрана в начале 1990-х, а пересекающая Каму — в начале двухтысячных.
В постперестроечное время на некоторых маршрутах использовались поезда из трёх вагонов. В конце 1990-х годов был закрыт Пермский вагоноремонтный завод (ВРЗ), открытый в 1967 году и осуществлявший ремонт вагонов для некоторых городов СССР (Усолье-Сибирское, Кемерово, Новокузнецк, Нижний Тагил и др.).

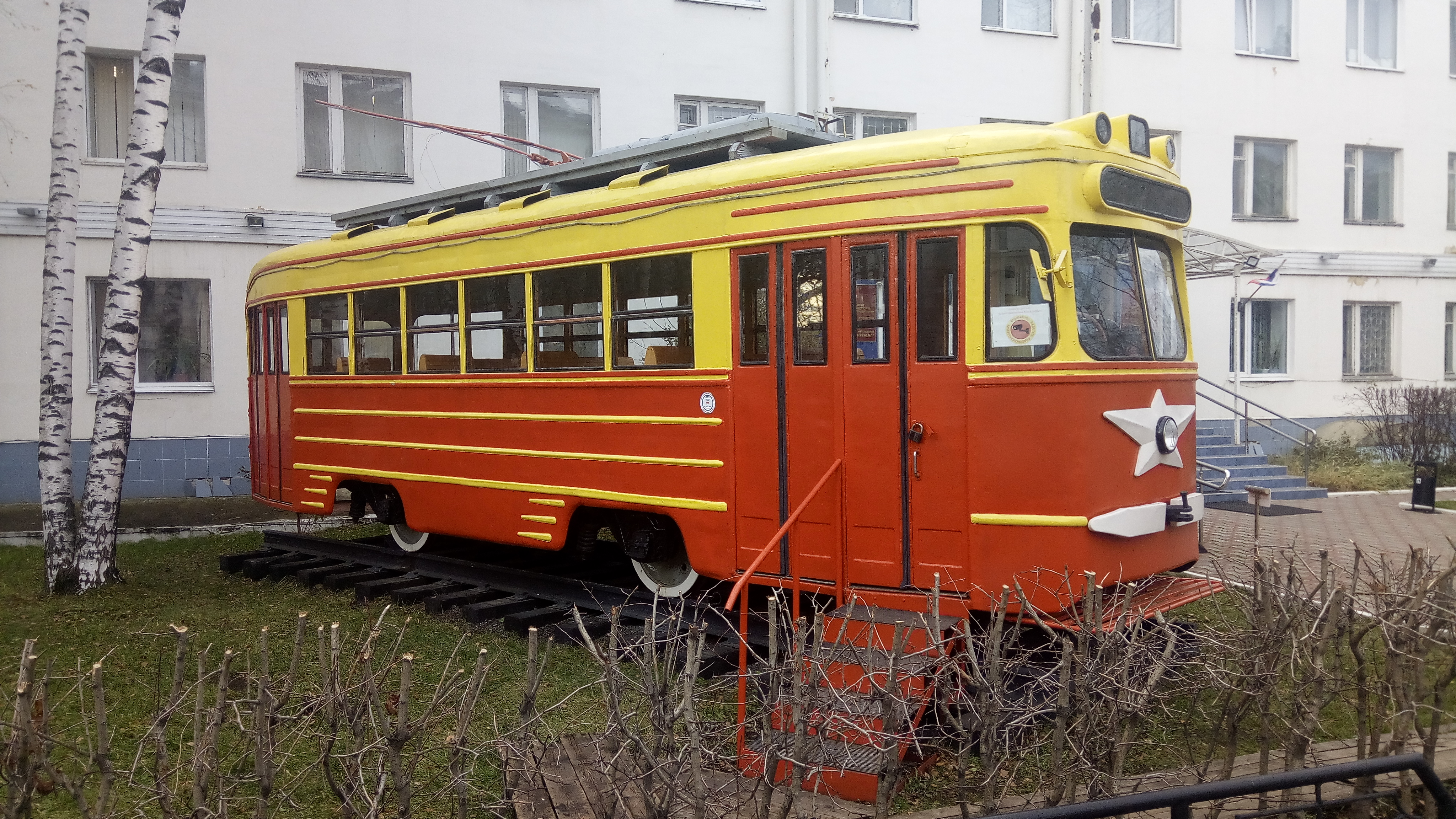
Трамвай КТМ-1 на вечной стоянке возле офиса ПермГорЭлектроТранса

- 2000-е — переложены линии по улице Революции, Борчанинова, на Стахановской площади; перенесено кольцо Ипподром, реконструкция улицы Пушкина.
- 2005 — заменены пути на улице Ленина (со сваркой стыков, укладкой плит и устройством противошумной подушки).
- 2006—2008 —  заменены пути на улице Мира (по той же технологии, что на улице Ленина).
- 2009 — завершилось переустройство улицы Старцева в связи со строительством путепровода Стахановская — Восточный обход. Трамвайные пути расположили между основной трассой и второстепенной дорогой, кольцо на ВРЗ осталось прежним (с заменёнными путями), однако был добавлен дополнительный путь на кольце. Пути на этом участке были положены с противошумной подушкой. В этом же году началась реконструкция улицы Ленина: от ул. 25-го Октября до Северной дамбы. Поскольку подрядчик выполнил работы недобросовестно, реконструкция продолжилась в 2010 году. Расположение трамвайных путей оставлено прежнее, но выделено с обеих сторон бордюрами.
- 2017 — реконструкция Северной дамбы с полной остановкой трамвайного движения в сторону Мотовилихи. Полностью заменены трамвайные пути, контактная сеть, а также дорожное полотно, освещение и т. д.
- 1 ноября 2017 — на трамваях и троллейбусах была введена система бесплатных пересадок между маршрутами в течение 40 минут после приобретения билета[9].
- 2018—2021 — строительство новой трамвайной линии по улице Революции от улицы Куйбышева до улицы Сибирской[10][11]. В июле 2019 года начали укладывать трамвайные пути[12]. С 16 января 2021 года по улице Революции начали курсировать трамваи маршрута № 11 «Школа № 107 — Микрорайон Висим»[13].
- 2021 — ремонт трамвайной линии в Мотовилихе, от улицы Розалии Землячки до улицы 1905 года, в том числе ремонт разворотного кольца «Висим»[14]. Движение по отремонтированной линии открыто 16 сентября 2021 года[15].
- 2019—2022 — в рамках работ по строительству новой автомагистрали по улице Строителей было произведено обновление трамвайной линии на «Красный Октябрь» (пути и контактная сеть) на участке от депо до конечного разворотного кольца. На время ремонта движение трамвайного маршрута № 3 «Станция Пермь II – Красный Октябрь» было приостановлено, вместо него ходил временный автобус № 88[16]. 31 октября 2022 года работа трамвайного маршрута № 3 была возобновлена[17].
- 2023 — обновление трамвайных путей на ул. Куйбышева. Начало работ по обновлению путей на ул. Мира[18].
- 2 и 3 марта 2024 года — последние рейсы в Перми КТМ-5 — самой массовой модели трамвая в мире. Вагон с № 407, использованный для прощальных рейсов, планируется сохранить в качестве ходового музейного экспоната[19][20].
- 25 мая 2024 — ремонт трамвайных путей на ул. Борчанинова и ул. Карпинского, реконструкция трамвайного депо «Балатово». Временная отмена маршрутов № 11 и 12[21].
- 1 сентября 2024 — маршрут №11 возобновлён по временной трассе (до ст. Пермь II).
- 19 августа 2025 — технический запуск движения по ул. Мира, восстановлен маршрут №12 (укорочен до Стахановского кольца из-за продолжающихся работ на ул. Карпинского)

## Современность
В 2022 году на трамваях в Перми было совершено около 27 миллионов поездок. Наиболее популярные маршруты — № 5, 11 и 12. Доля трамвая в городских перевозках составила 13,6 %. Все трамвайные маршруты Перми убыточны, на электротранспорт приходится 16,9 % от общей дотации городской транспортной отрасли. Это объясняется неразвитостью сети — трамвай есть только в центральных районах города.
В рамках заключенного концессионного соглашения с группой компаний «Мовиста» в 2023—2025 годах планируется реконструкция трамвайного депо «Балатово», обновление 33 километров трамвайных путей и контактной сети, модернизация 7 электроподстанций и приобретение 44 новых односекционных вагонов.

## Маршруты

### Действующие
Перечень трамвайных маршрутов Перми на сентябрь 2024 года:
| №  | Софиты | Следует                              | Дополнительно                                                         |
| -- | ------ | ------------------------------------ | --------------------------------------------------------------------- |
| 2  | 🟨 ⬜  | Станция Осенцы — Стахановское кольцо | Временно не обслуживается из-за реконструкции трамвайной линии        |
| 3  | 🟨 🟦  | Пермь II — «Красный Октябрь»         |                                                                       |
| 4  | 🟦 🟩  | Пермь II — Висим                     |                                                                       |
| 5  | 🟦 🟦  | Пермь II — Бахаревка                 |                                                                       |
| 6  | 🟦 🟨  | Разгуляй — «Велта»                   |                                                                       |
| 7  | 🟦 ⬜  | Пермь II — Вагоноремонтный завод     |                                                                       |
| 8  | 🟩 🟩  | «Инкар» — Висим                      |                                                                       |
| 11 | 🟨 🟩  | Школа №107 — Висим                   | Временно следует по маршруту «Пермь II — Висим» (через ул. Революции) |
| 12 | 🟨 🟨  | Школа №107 — Разгуляй                | Временно следует по маршруту «Школа №107 — Стахановское кольцо»       |

### Закрытые маршруты
Перечень закрытых трамвайных маршрутов Перми и Мотовилихи:
- № 1 «Вагоноремонтный завод — Висим» (ноябрь 1929—2010).
- № 2а «Трамвайное депо (Балатово) — Осенцы» (1964 — 1970-е).
- № 3а «Лесокомбинат — Пермь II» (1980-е — 1997).
- № 9 «Станция Осенцы — Пермь II» (1958 — осень 2010).
- № 10 «Школа № 107 — улица Максима Горького» (1960—2019).
- № 13 «Улица М. Горького — Сосновый бор» (1967—1987).
- № 14 «Ипподром — Химкомплекс» (1976—1985-е).
- № 15 «Коммунистическая — Стахановская» (1982—1992).
- Кольцевой маршрут № 14 (2008).
- Кольцевой маршрут № 15 (2008).

## Перспективы и проекты

### Генеральный план
Генеральный план Перми в редакции от 30.12.2022 предполагает устройство новых выделенных трамвайных линий на следующих участках:
- по ул. Куйбышева от ул. Ленина до ул. Революции;
- по ул. Революции от ул. Максима Горького до бульвара Гагарина (в том числе на мостовом переходе через реку Егошиху);
- продление ул. Крисанова на соединении шоссе Космонавтов с ул. Пушкина (в том числе на мостовом переходе через реку Данилиху);
- в микрорайон Владимирский, по ул. Краснополянская от ул. Героев Хасана до ул. Загарьинской;
- в микрорайон Крохалева, по ул. Солдатова — ул. Гусарова — ул. Гатауллина;
- в микрорайон Парковый, от разворотного кольца у Перми II, по ул. 2-й Шоссейной, далее по ул. Углеуральской и проспекту Парковому до соединения с разворотным кольцом на ул. Трамвайной;
- в микрорайон Садовый, по ул. Макаренко — ул. Уинской — ул. Юрша — ул. Аркадия Гайдара — ул. Ушинского (в 2020 году глава города Дмитрий Самойлов заявил, что это произойдет в ближайшие три-пять лет[28]).

Генплан рассматривает следующие линии трамвая как перспективные:
- от ул. Дзержинской по ул. Сергея Данщина до соединения с разворотным кольцом у Перми II;
- по ул. Ленина от площади Гайдара до ул. Куйбышева;
- по ул. Окулова до пересечения с ул. Монастырской, далее по ней до Перми I;
- по ул. Сибирской от ул. Монастырской до ул. Петропавловской (восстановление существовавшей до 1969 г. линии);
- по ул. Крисанова от ул. Окулова до ул. Пушкина;
- в микрорайон Ераничи по ул. Карпинского, далее в Нагорный по ул. Свиязева до соединения с Шоссе Космонавтов по ул. Леонова;
- от ул. 9 Мая по ул. Шахтерской до соединения с ул. Леонова;
- продление линии в микрорайоне Висим по ул. 1905 года — ул. Славянова — ул. Лифанова

В 2020 году краевыми властями рассматривались проекты строительства трамвайных путей в микрорайон Ива (с улицы Юрша) и аэропорт Большое Савино, также прорабатывался вопрос о запуске трамвая до микрорайона Паркового и деревни Кондратово в Пермском районе.
По оценкам экспертов, запуск трамвайного движения на проспекте Парковый позволит экономить властям около 500 миллионов рублей ежегодно на стоимости транспортной работы перевозчиков. В 2024 году был построен тоннель под Транссибирской железной дорогой возле улицы Локомотивная (до строительства трамвайной линии – в автомобильном исполнении), однако в остальной части реализация планов не начата.

### Скоростной трамвай

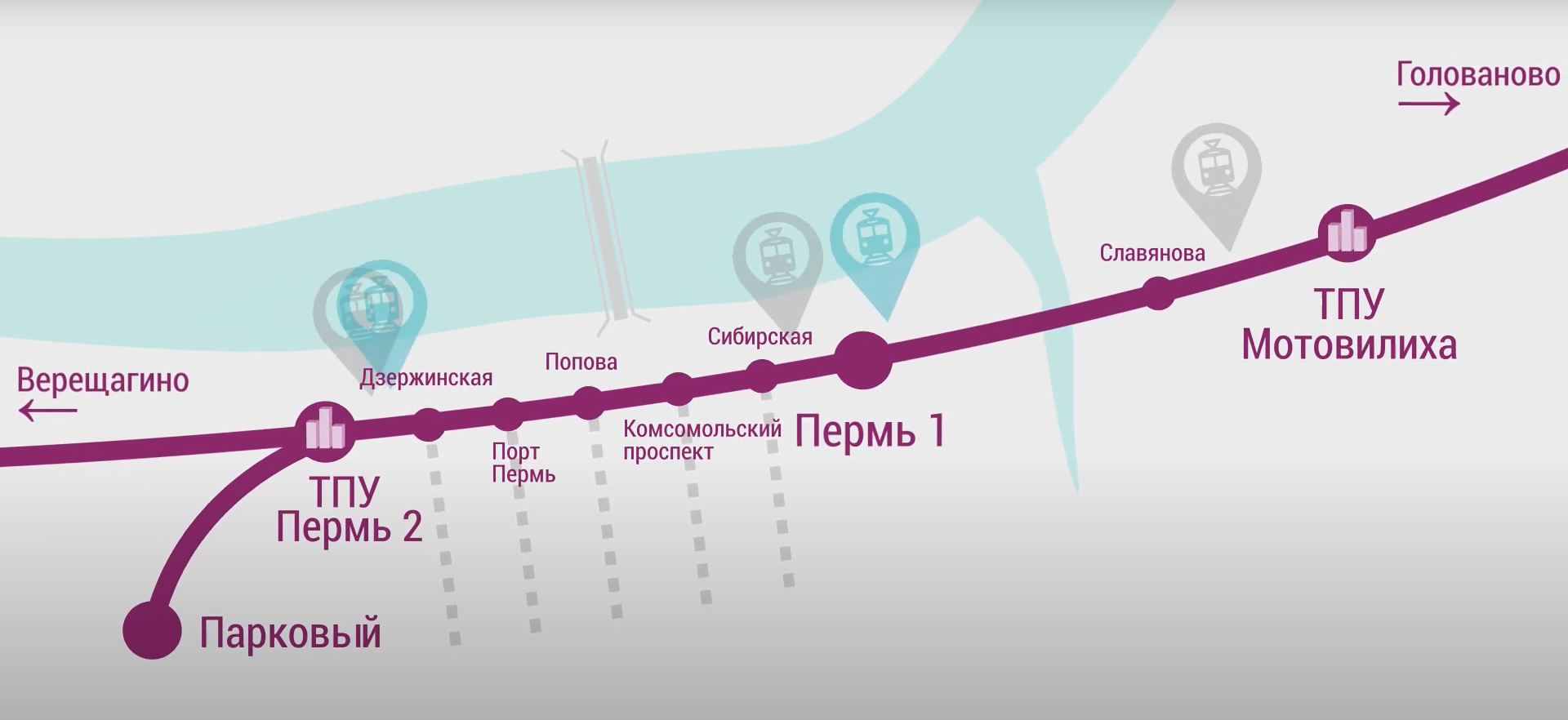
Схема планировавшегося маршрута

В 2020 году обсуждалась идея открытия скоростного трамвая вдоль набережной взамен городской электрички, сокращенной до станции Перми I. Линия скоростного трамвая должна была проходить от Паркового, ТПУ Пермь II, вдоль набережной через остановки Дзержинская, Порт Пермь, Попова, Комсомольский проспект, Сибирская, Пермь I, Славянова до ТПУ Мотовилиха. Для реализации этого проекта 26 января 2020 года было закрыто регулярное движение поездов между станциями Пермь II и Пермь I. Также для проекта планировалась закупка трехсекционных трамваев 71-934 «Лев» (один уже работал в Перми с 2019 года), однако от проекта отказались в пользу развития городской электрички — пермских центральных диаметров. 17 сентября 2021 движение электричек между станциями Пермь II и Пермь I было возобновлено.

### Трамвай в аэропорт
В 2023 году губернатор Пермского края снова подтвердил планы строительства трамвайной линии в аэропорт. Предполагалось продление существующей ветки на Шоссе Космонавтов в районе пересечения улицы Промышленной и Гамовского тракта. В качестве варианта маршрута называлась связь аэропорта с планирующимся транспортно-пересадочным узлом Пермь II. Для обслуживания линии планировалось использование трёхсекционных 71-934.

## Подвижной состав

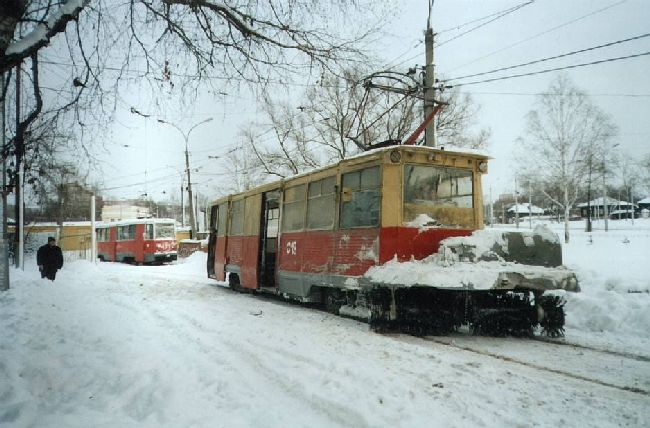
Снегоочиститель

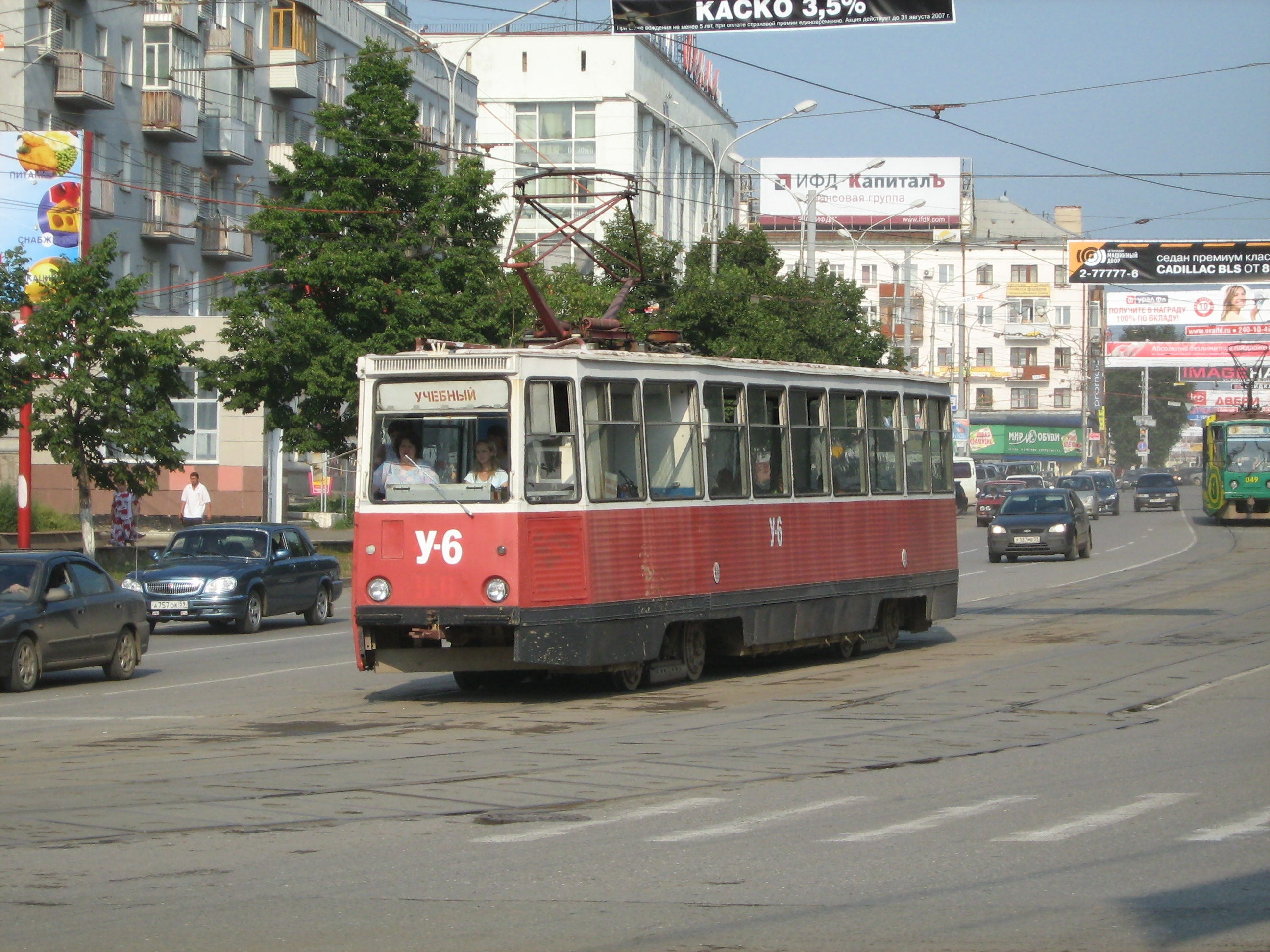
Учебный трамвай (модель 71-605)

На июль 2025 года в трамвайных депо Перми числилось 132 пассажирских и 16 служебных трамваев.
| Модель                         | Количество  | Год начала эксплуатации |
| ------------------------------ | ----------- | ----------------------- |
| 71-911ЕМ «Львёнок»             | 67          | 2019                    |
| 71-934 «Лев»                   | 1           | 2019                    |
| 71-619 (71-619К и 71-619КТ)    | 26 (9 + 17) | 2008                    |
| 71-623 (71-623-00 и 71-623-01) | 36 (31 + 5) | 2011                    |
| БКМ 60102                      | 1           | 2008                    |
| 71-605А                        | 1           | 1991                    |

В разное время в Перми эксплуатировались вагоны Ф, Х, полученные после войны обмоторенные КП и ленинградские МС (работали до конца 60-х), КТМ/КТП-1, КТМ/КТП-2 (до конца 70-х), 71-608К и 71-608КМ (до 2021), КТМ-5 (до 2024).
На начало 2020-х годов в Перми используются российские вагоны производства Усть-Катавского вагоностроительного завода, ПК «Транспортные системы» и белорусские вагоны производства «Белкоммунмаш».
В декабре 2019 года на линию вышли единственный в своём роде трёхсекционный трамвай «Лев» 71-934 и односекционный «Львёнок» 71-911ЕМ.

## ДТП 2 июня 2012 года
2 июня 2012 года у трамвая 8-го маршрута произошла поломка в тормозной системе. Было принято решение об отправке трамвая в депо. Во время аварийной поездки трамвай потерял управление, протаранил автобус в заднюю часть, выехал на перекрёсток улиц Ленина и Борчанинова и столкнулся с автомобилем, сошел с рельсов, развернулся боком примерно на 270 градусов и встал поперек дороги. В результате ДТП пострадало 8 человек и несколько транспортных средств.

## Галерея

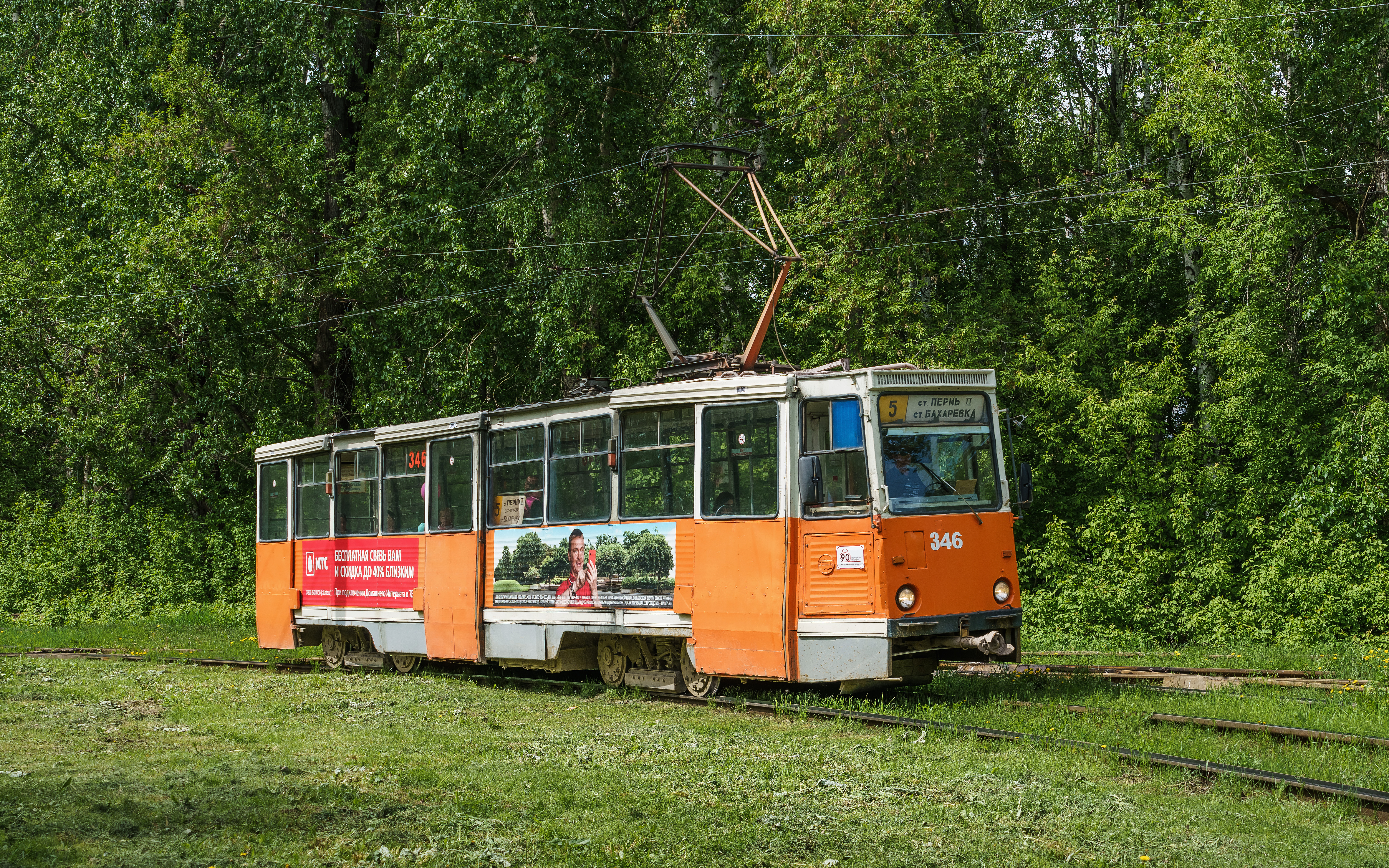
Трамвай модели 71-605 близ станции Пермь II (2019 год)
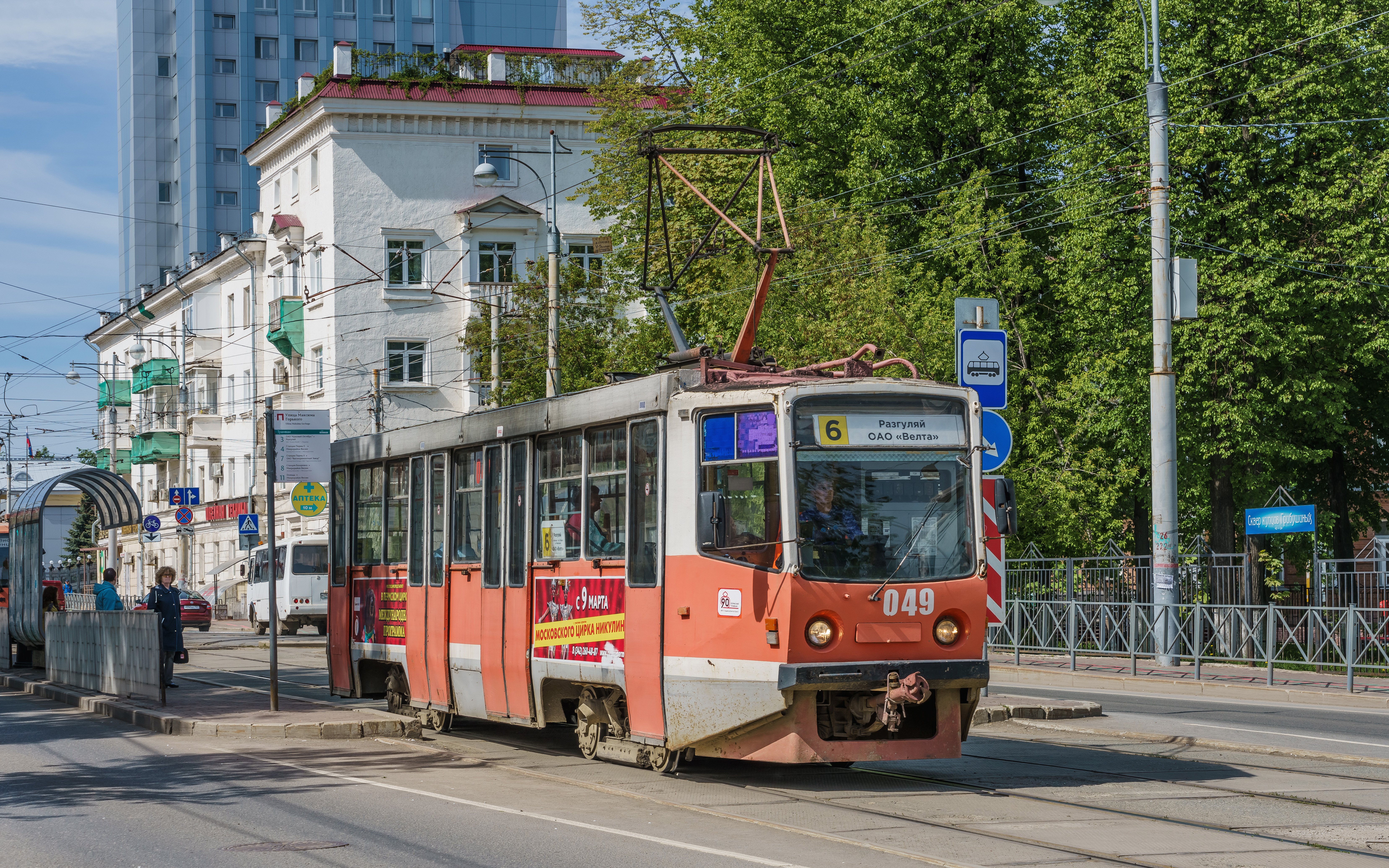
Трамвай модели 71-608КМ на ул. Ленина (2019 год)
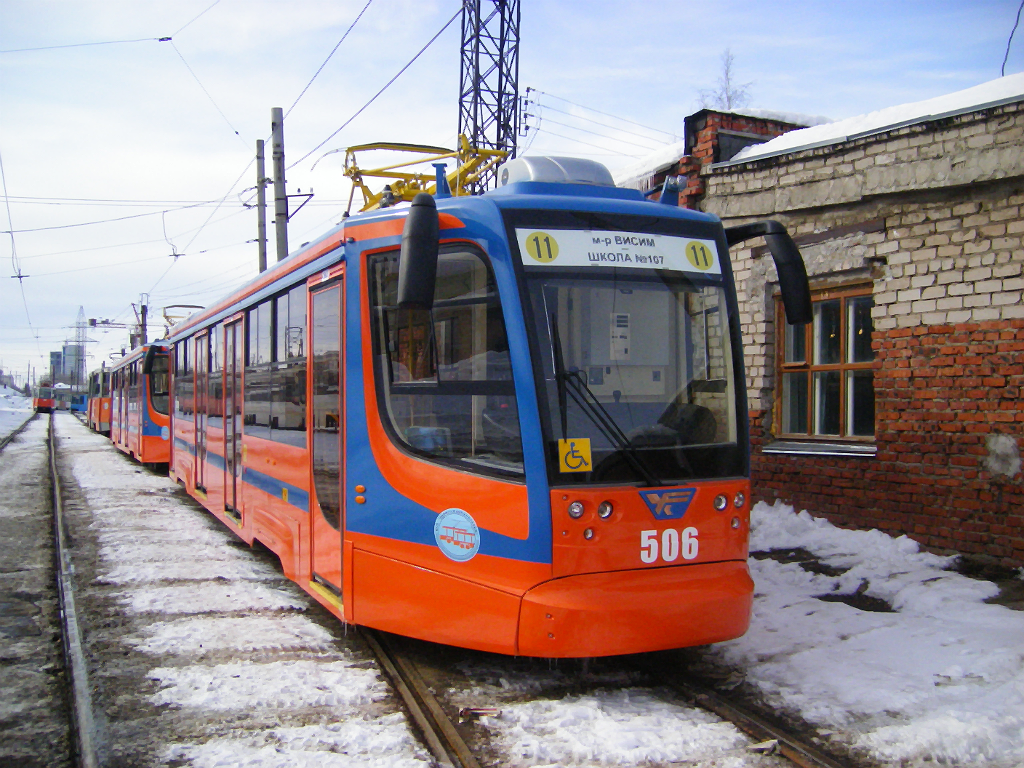
Трамвай модели 71-623 в депо «Балатово» (2011 год)
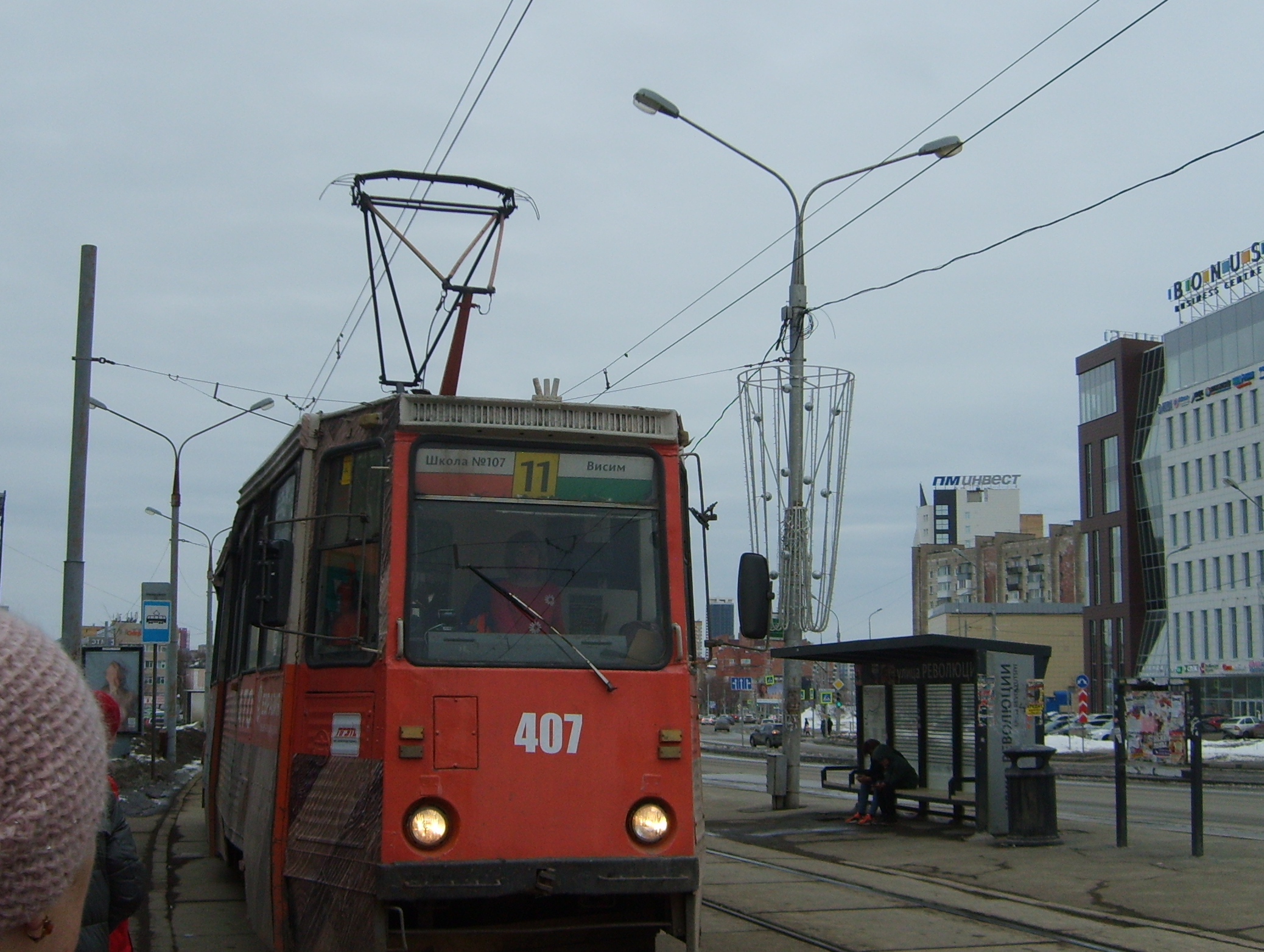
Трамвай на маршруте № 11 на остановке «Улица Революции» (2022 год)
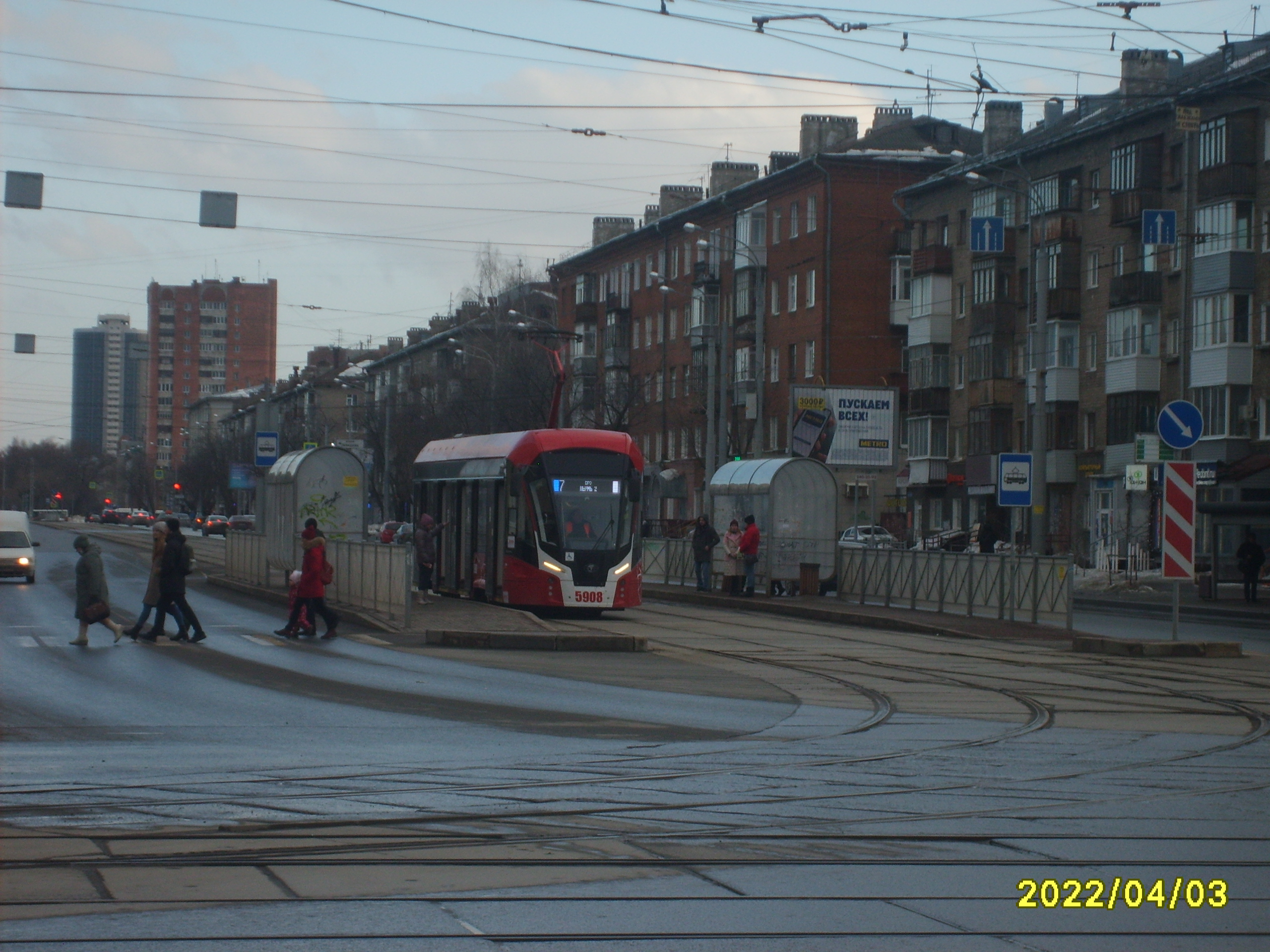
Трамвай модели «Львёнок» на маршруте № 7 на остановке «Цирк»
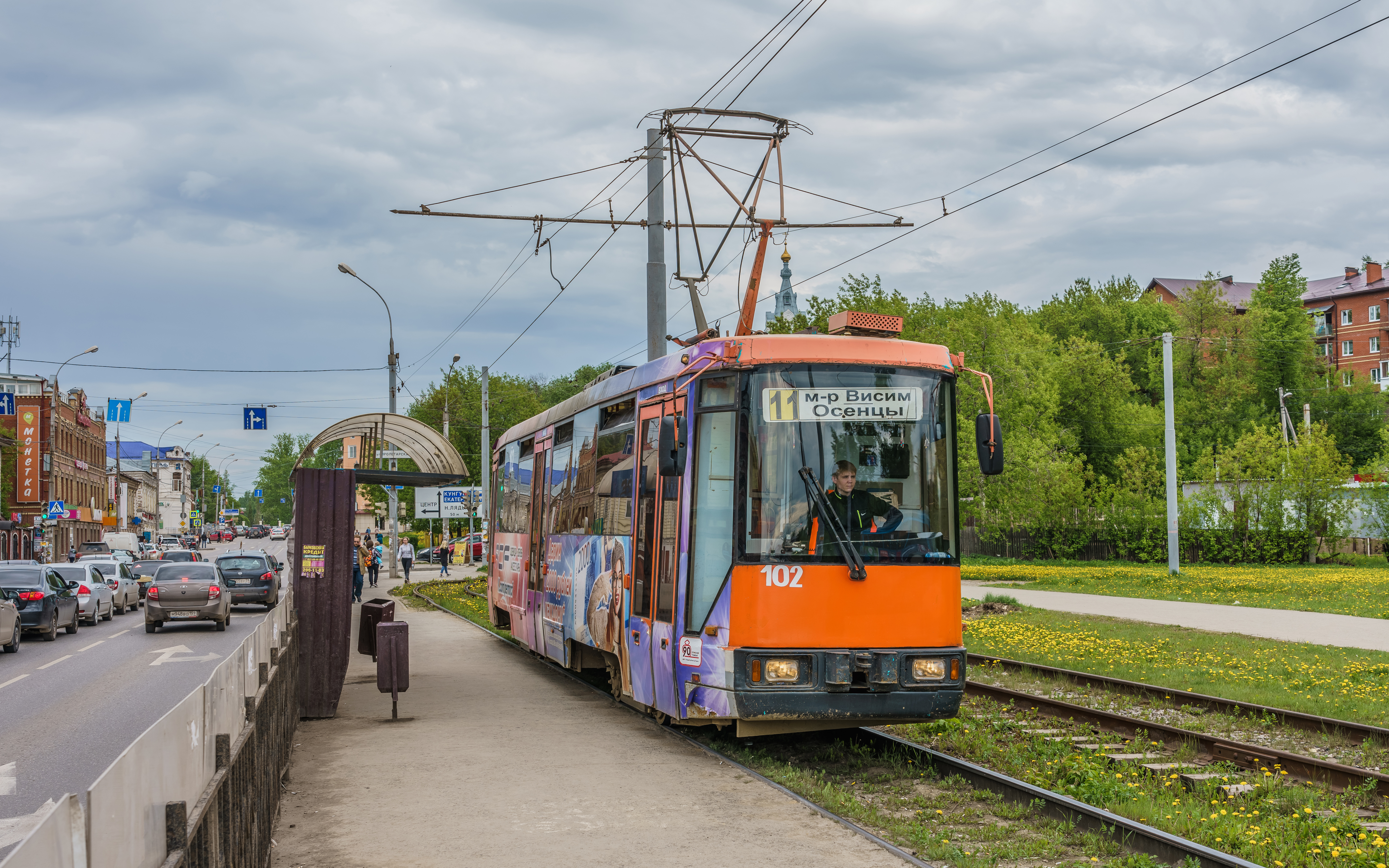
АКСМ-60102 в Мотовилихе
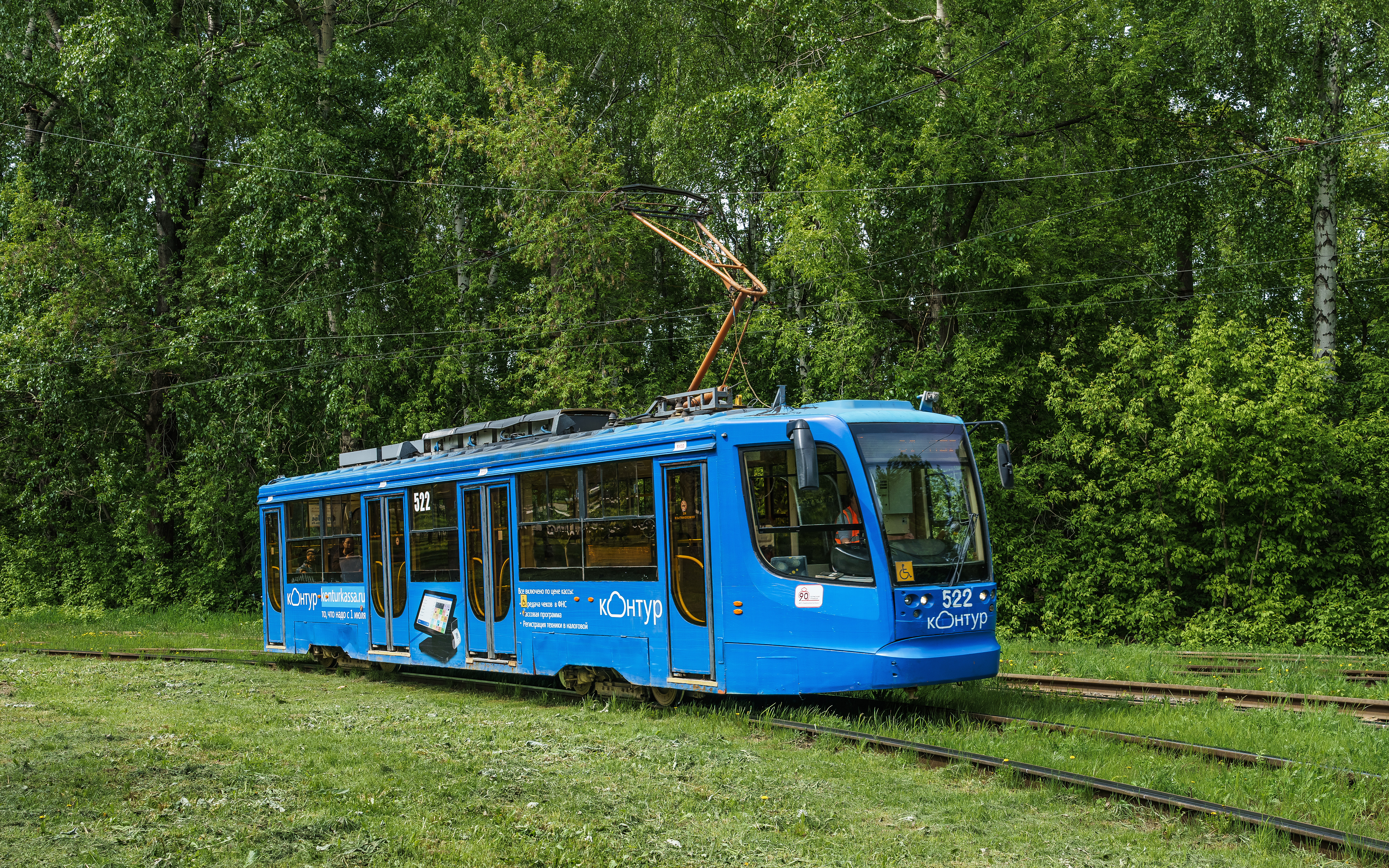
71-623 на разворотном кольце у вокзала Пермь II
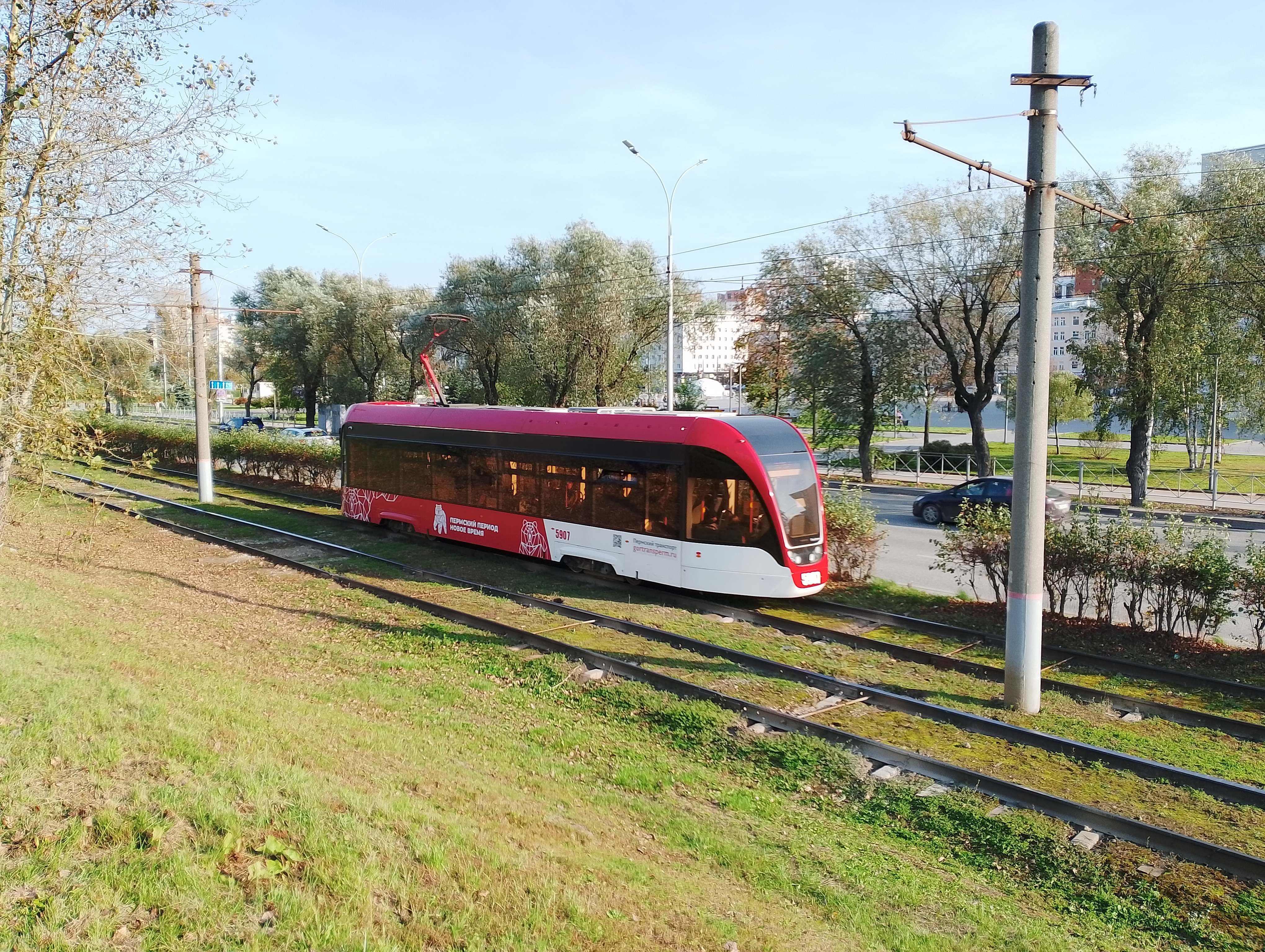
Трамвай модели «Львёнок» на улица Петропавловская
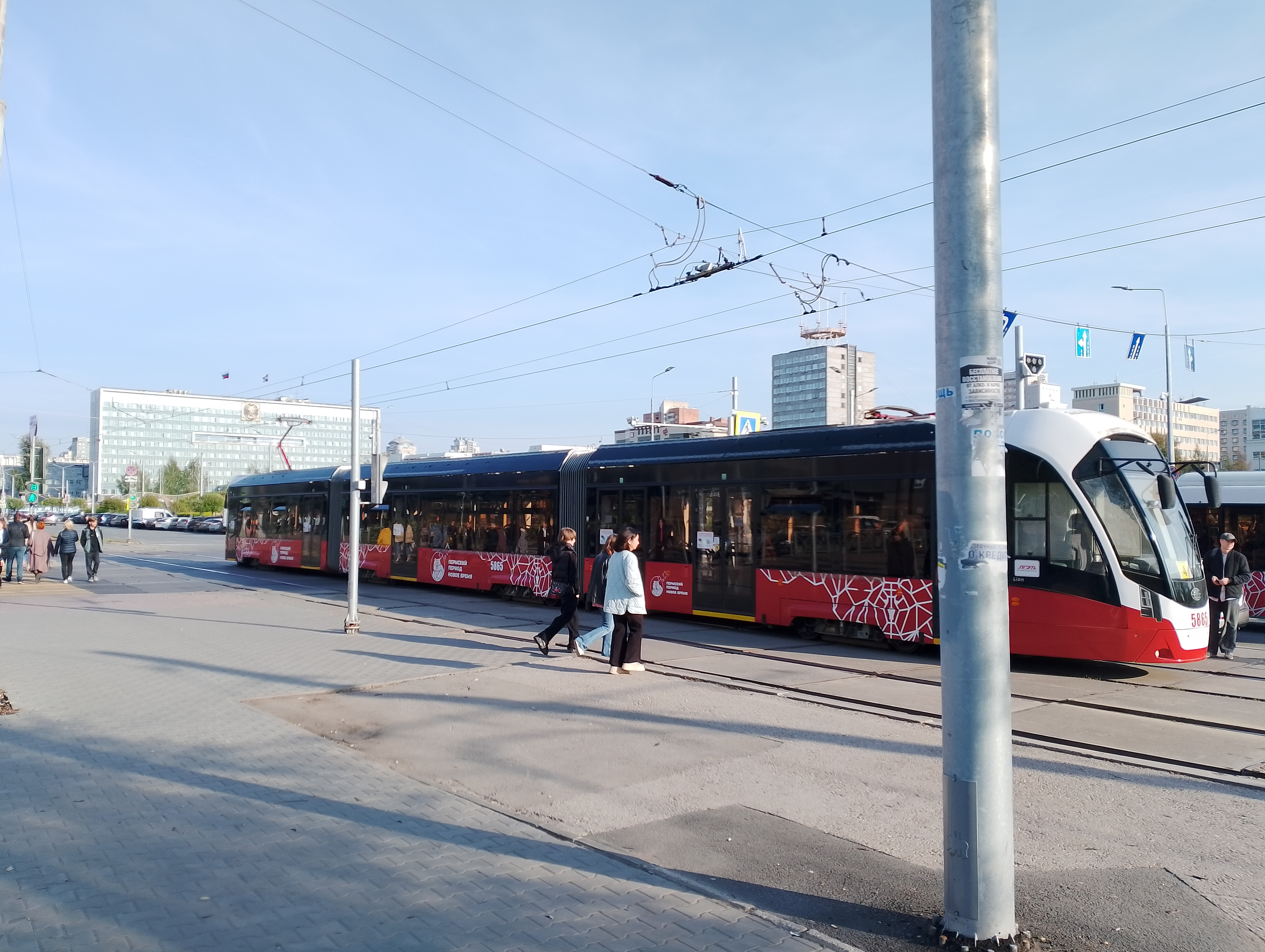
Трёхсекционный трамвай «Лев» на эспланаде